# Savigné-sous-le-Lude
Savigné-sous-le-Lude ist eine französische Gemeinde mit 447 Einwohnern (Stand: 1. Januar 2022) im Département Sarthe in der Region Pays de la Loire. Sie gehört zum Arrondissement La Flèche und zum Kanton Le Lude. Die Einwohner werden Savignéens genannt.

## Geographie
Savigné-sous-le-Lude liegt etwa 45 Kilometer südsüdwestlich von Le Mans am Fluss Vésotière. Umgeben wird Savigné-sous-le-Lude von den Nachbargemeinden Thorée-les-Pins im Norden, Le Lude im Osten, Noyant-Villages im Süden sowie Vaulandry im Westen und Südwesten.

## Bevölkerungsentwicklung
| Jahr                      | 1962 | 1968 | 1975 | 1982 | 1990 | 1999 | 2007 | 2012 |
| Einwohner                 | 616  | 555  | 493  | 453  | 439  | 470  | 438  | 435  |
| Quelle: Cassini und INSEE |      |      |      |      |      |      |      |      |

## Sehenswürdigkeiten
- Kirche Saint-Loup aus dem 11. Jahrhundert, Umbauten aus dem 16. Jahrhundert, Monument historique seit 1908

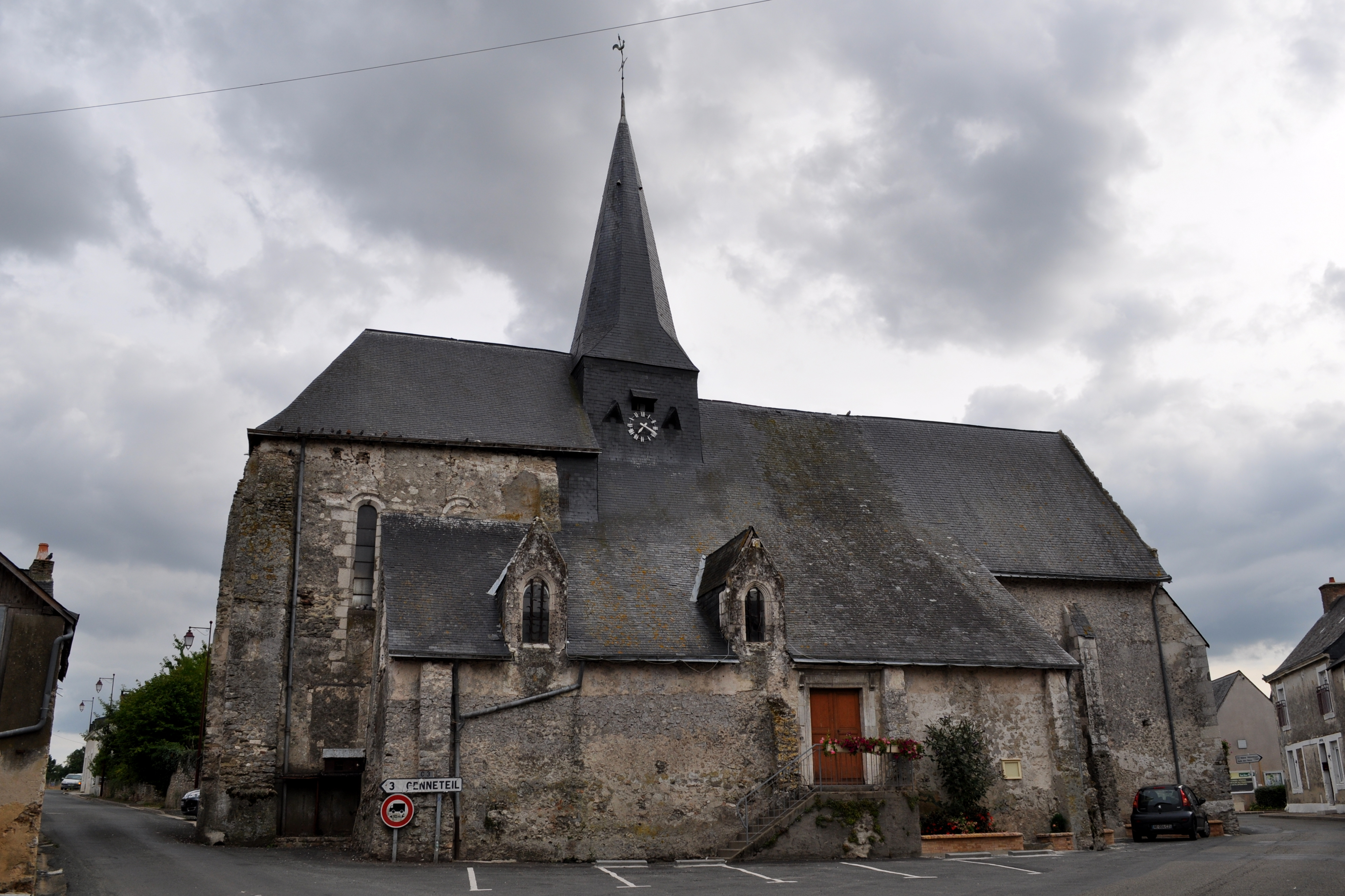
Kirche Saint-Loup

- Menhir
- Schloss La Roltière